# Gallipoli (film, 1981)
Gallipoli är en australisk krigsfilm från 1981 i regi av Peter Weir, med Mark Lee och Mel Gibson i huvudrollerna.

## Handling
Archy bor på en ranch i Western Australia och är traktens bästa kortdistanslöpare. Frank och hans vänner arbetar på järnvägen men de väljer att lämna sitt arbete för att ta värvning. De två möts under en lokal idrottstävling och lär känna varandra. Archy vill ta värvning i det lätta kavalleriet men han är för ung. Frank och Archy beger sig då mot Perth, Franks hemstad, där ingen känner till Archys ålder. De smyger ombord på ett tåg som de tror går till Perth men det stannar på ett sidospår och de fortsätter till fots genom öknen. Under färden diskuterar de kriget i Europa. Archy vill dit och kämpa medan Frank ser kriget som en brittisk affär. När de kommer fram till Perth ändrar han sig dock och de tar båda värvning. Frank klarar inte av inträdesproven för kavalleriet och han hamnar i infanteriet, de två skiljs åt och går ombord på varsitt skepp.
De skickas till den australiska arméns träningsläger utanför Kairo där de återförenas under en övning. Sedan skeppas de över till Gallipolihalvön där de möter Franks vänner från järnvägen, Billy, Barney och Snowy. Efter ett antal dagar i Anzac Cove slåss Franks vänner i slaget vid Lone Pine, efteråt berättar en traumatiserad Billy för Frank att Barney stupat och att Snowy är så skadad att han varken får mat eller vatten. Morgonen därpå beordras Archy och Frank att delta i en attack mot the Nek, meningen är att de ska avleda turkarnas uppmärksamhet från en brittisk landstigning. Archy erbjuds att bli kurir men låter istället Frank ta uppdraget. Då ett misstag med tidpunkten sker offras våg efter våg av australiensiska soldater och befälhavaren vill inte offra fler män så han skickar Frank till högkvarteret för att få ordern stoppad. Efter att ha meddelat överste Robinson som inte vill ta tillbaka ordern skickas Frank direkt till general Gardner som ger order att stoppa attacken. När Frank återvänder med ordern har befälhavaren just skickat iväg nästa anfallsvåg, där Archy ingår.

## Medverkande
| Mark Lee          | – Archy            |
| Mel Gibson        | – Frank Dunne      |
| Bill Kerr         | – Jack             |
| Robert Grubb      | – Billy            |
| Tim McKenzie      | – Barney           |
| David Argue       | – Snowy            |
| Bill Hunter       | – major Barton     |
| Harold Hopkins    | – Les McCann       |
| Charles Yunupingu | – Zac              |
| Ron Graham        | – Wallace Hamilton |
| Gerda Nicolson    | – Rose Hamilton    |

## Bakgrund
Peter Weir besökte Gallipolihalvön 1976, då en övergiven och öde plats som drog till sig ett fåtal turister och var fortfarande ett militärt område. Weir visste att han ville göra en film om första världskriget men letade efter en story, ett sökande som tog honom till Gallipoli. Efter att ha spenderat en dag i de förfallna resterna av skyttegravarna och simmat i Anzac Cove där han fann lämningar från striderna, rostiga konservburkar, ammunition och en krympt stövel, spenderade han natten på sitt hotellrum där han "ingick en pakt med Gallipolis spöken för att berätta deras historia".
Weir hittade sig ingångspunkt till storyn när han upptäckte berättelsen om den unge soldaten Wilfred Harper som sprintade mot fienden sista gången han sågs i livet. Weir skrev några utkast till manus innan han kontaktade pjäs- och manusförfattaren David Williamson och tillsammans skrev de flera manus. Ursprungligen skrev de manus där handlingen täckte in hela Gallipolikampanjen ur ett nästan semi-dokumentärt perspektiv, men de tyckte inte att dessa täckte in den emotionella betydelsen av kampanjen och därför bestämde de sig för att fokusera på vänskapen mellan Archy och Frank. De valde också att fokusera på slaget om the Nek istället för landstigningarna vid Anzac Cove.
Weir och Williamson anlitade historikern Bill Gammage som 1974 hade givit ut boken The Broken Years: Australian Soldiers in the Great War som konsult för att säkra filmens historiska äkthet. De intervjuade också veteraner från Australian Imperial Force under sitt skrivande. De möttes av berättelser som hade som gemensam nämnare att ingen hade någonting gott att säga om kriget eller armen, många kände sig lurade av propagandan som övertygat dem att krig på något sätt skulle vara ett äventyr.

## Produktion
Weir kämpade i tre år för att få finansiering för filmen. 1979 kontaktade han Patricia Lovell för att producera filmen och när South Australian Film Corporation drog sig ur på grund av att de tyckte projektet var för okommersiellt köpte hon ut dem. Finansieringen säkrades helt när musikproducenten Robert Stigwood visade manuset för sin nya affärspartner Rupert Murdoch, vars far Keith Murdoch hade varit krigskorrespondent vid slaget om Gallipoli. Deras nystartade filmbolag R & R Films gick in med resten av pengarna som behövdes.
För att spela Frank valde Weir Mel Gibson som tidigare spelat huvudrollen i Mad Max. Mark Lee fick rollen som Archy efter att ha medverkat i en fotografering för en marknadsföringsbroschyr i syfte att locka investerare till filmen.
På grund av ekonomin och logistiken fanns ingen möjlighet att spela in filmen på plats på Gallipolihalvön utan Weir blev tvungen att leta efter alternativa inspelningsplatser. Valet föll på South Australia, där Gallipoli huvudsakligen filmades med undantag för scenerna som utspelar sig i basaren i Kairo och vid pyramiderna vilka spelades in på plats i Egypten. Anzac Cove återskapades på en strand i Coffin Bay på Eyrehalvön som senare kom att döpas till Gallipoli Beach. Scenerna som skildrar Archys hem filmades i Beltana, en liten, nästan övergiven stad i bergskedjan Flinders Ranges cirka 540 kilometer norr om Adelaide. Väster om Flinders Range ligger Lake Torrens National Park som Weir fick syn på under flygresan till Beltana och där scenerna som utspelar sig i öknen sedan spelades in.
Musiken i filmen skrevs av den australiske kompositören Brian May. Hans musik kombinerades med ett antal musikstycken från andra källor, mestadels klassisk musik. Löpningssekvenserna ackompanjeras av Jean-Michel Jarres Oxygène, major Barton spelar en duett från Bizets Pärlfiskarna på vevgrammofon, och filmens förtitlar, landstigningen på Gallipoli och slutscenerna ackompanjeras av Albinonis Adagio.

## Mottagande
Gallipoli hade biopremiär i augusti 1981 i Australien där den blev en stor succé. Den slog kassarekord på bio i Australien där den drog in 11,7 miljoner australiska dollar. Vissa australiska biografkedjor visade filmen i över nio månader efter premiären. Filmen hade även kassaframgångar i USA och Storbritannien och blev den första australiska filmen att släppas på bio i hela USA.
Gallipoli vann åtta Australian Film Institute Awards i kategorierna för bästa foto, klippning, ljud, manliga biroll, manliga huvudroll, manus, regi samt bästa film. Filmen vann även Australian Cinematography Societys pris för bästa foto 1982 och nominerades till ett Golden Globe Award för bästa utländska film.

## Betydelse
Filmens framgångar i Australien både reflekterade och förstärkte intresset för Anzacs historia och värderingar. I september 1981, en månad efter premiären, rapporterade Australian War Memorial i Canberra en fördubbling av antalet besökare jämfört med samma månad tidigare år. Fler tog värvning i armén och antalet inskrivna studenter som läste militärhistoria ökade.
Gallipoli anses även ha bidragit till det ökade intresset för att fira Anzac Day och dess framgångar ledde även till ett ökande antal besökare på den minnesstund som hålls vid Ari Burnu i gryningen på Anzac Day.